# الکسی شپایر
الکسی نیکولایویچ شپایر (روسی: Алексей Николаевич Шпейер; ۱۸۵۴م. –۱۹۱۶م) دیپلمات روسی. دولت روسیه قصد داشت او را در سال ۱۸۹۵م. به کره بفرستد تا جایگزین کارل ایوانوویچ وبر به عنوان سرکنسول روسیه در کره شود، اما به درخواست پادشاه گوجونگ از سلسله چوسون کره، وبر در محل باقی ماند و شپیر به جای آن به توکیو فرستاده شد. شپایر سرانجام در سپتامبر ۱۸۹۷م. جایگزین وبر شد. او بعدها به عنوان کاردار سفارت روسیه در تهران، خدمت کرد و در نهایت به سمت سفیر روسیه در ایران ارتقا یافت .
| پیشین: کارل ایوانوویچ وبر       | سرکنسول روسیه در کره ۱۸۹۷–?   | پسین: ?                        |
| پیشین: پیوتر میخائیلوویچ ولاسوف | سفیر روسیه در ایران ۱۹۰۳–۱۹۰۶ | پسین: نیکلاس جنریخوویچ هارتویگ |